# FIB aktuellt
FIB aktuellt (även FIB-aktuellt) var en svensk tidning som  gavs ut mellan 1963 och 2024. Den började som en reportagetidning, vid starten 1963 utgiven en gång i veckan. Med tiden utvecklades den till att bli en herrtidning med allt mer pornografiska inslag. Både FIB aktuellt och Folket i Bild/Kulturfront har rötter i den tidigare veckotidningen Folket i Bild.

## Historik

### Bakgrund
År 1963 såldes reportage- och kulturtidningen Folket i Bild till Bonnierägda veckotidningsförlaget Åhlén & Åkerlund. Förlaget och familjen Bonnier försäkrade att de ämnade driva tidningen vidare med samma höga ambition som tidigare. Tidningen sammanslogs med Aktuellt för män och fick namnet Nya Folket i bild med Aktuellt från hela världen. Tidningen "Aktuellt för män" var grundad 1930 under namnet "Levande livet".
Till att börja med försökte man göra om Folket i Bild till en svensk version av de amerikanska bildtidningarna Time och Life. När detta misslyckades – på grund av en för liten svensk marknad – fick tidningen redan hösten 1963 namnet FIB aktuellt.

### Tidiga år
Den skulle komma att använda samma koncept som amerikanska Playboy, det vill säga lite roliga historier, seriösa artiklar och inledningsvis bilder på lättklädda kvinnor. Från slutet av 1960-talet ökade de pornografiska inslagen.
Efter FIB aktuellts nya inriktning som herrtidning startades 1972 tidningen Folket i Bild/Kulturfront av en förening. Den hade åtminstone till namnet Folket i Bild som förebild, men innehållet var uttalat samhällskritiskt.

### 1970-, 80- och 90-talet
Efter storhetstiden på 1970-talet som herrtidning fick tidningen på 1980-talet ökad konkurrens dels från andra herrtidningar, dels från den växande videobranschen. Till följd av vikande upplagesiffror sammanslogs tidningen 1982/83  med konkurrenten Veckans Stopp (grundad 1980), med Jan Thörnqvist som chefredaktör. Redaktionen hade sitt säte på Hantverkargatan i Stockholm (grundad 1980) under namnet Stopp FIB aktuellt.
År 1986 delades denna tidning återigen upp på två (där Veckans Stopp endast överlevde ett år), varefter namnet åter blev FIB aktuellt – nu med månadsutgivning. År 1990 startades avläggaren Nya Fibban, vilken ursprungligen utgavs en gång i veckan men redan året därpå övergick till månadsutgivning under namnet Månadens Fibban. Denna tidning uppgick 1993 i FIB aktuellt.

### Senare år
Danska Allerkoncernen tog över ägandet av tidningen 1988. År 2010 sålde Aller tidningen vidare till det likaledes danska förlaget SAB Group ApS. Sedan år 2014 ges den ut som månadstidning, tillsammans med en inplastad DVD-skiva. För att ett par år senare ges ut varannan månad.
Sista numret av tidningen gavs ut i december 2024.

## Källhänvisningar
1. 1 2 3  "Fib-Aktuellt". Arkiverad 30 oktober 2014 hämtat från the Wayback Machine. Pressbyran.se. Läst 30 oktober 2014.
2. 1 2  "FIB aktuellt". Libris. Läst 30 oktober 2014.
3. ↑  "Folket i Bild/Kulturfront". NE.se. Läst 30 oktober 2014.
4. 1 2  "Veckans stopp". Libris. Läst 30 oktober 2014.
5. ↑  "FIB aktuellt". Arkiverad 5 november 2014 hämtat från the Wayback Machine. Libris. Läst 30 oktober 2014.
6. ↑  "FIB-aktuellt". NE.se. Läst 30 oktober 2014.
7. 1 2  "FIB-aktuellt". Tidsam.se. Läst 3 februari 2025.